# Ауэрсвальд, Ганс Яков фон
Ганс Яков фон Ауэрсвальд (нем. Hans Jakob von Auerswald; 25 июля 1757 — 3 апреля 1833, Кёнигсберг) — прусский генерал и политик.

## Биография
Ганс Яков фон Ауэрсвальд родился 25 июля 1757 года в Пруссии; представитель древнего немецкого дворянского рода, первое известное упоминание о котором датируется 1263 годом.
Высшее образование получил в Кёнигсбергском университете. В 1770 году поступил на военную службу. По прошествии тринадцати лет в 1783 году вышел в отставку.
Облеченный доверием короля, фон Ауэрсвальд неоднократно был назначаем на ответственные должности: так, в 1788 году ему было поручено устройство сельскохозяйственного кредита, в 1797 году он был президентом палаты в Западной Пруссии, в 1802 году занимал ту же должность в Восточной Пруссии, в 1808 году назначен обер-президентом Восточной и Западной Пруссии.
Когда должность обер-президента была упразднена, Ганс Яков фон Ауэрсвальд был назначен президентом главного управления Восточной Пруссии, и в 1811 году возведен в ланд-гофмейстеры Прусского королевства. В качестве куратора Кенигсбергского университета, он также оказал родной стране большие услуги.
В 1824 году, вышел в отставку по состоянию здоровья и поселился в своем поместье Фаулен.
Ганс Яков фон Ауэрсвальд скончался 3 апреля 1833 года в Кёнигсберге.

## Награды
Королевства Пруссия:
- Железный крест 2-го класса на белой ленте
- Орден Красного орла 1-го класса